# Pułkownik Chabert

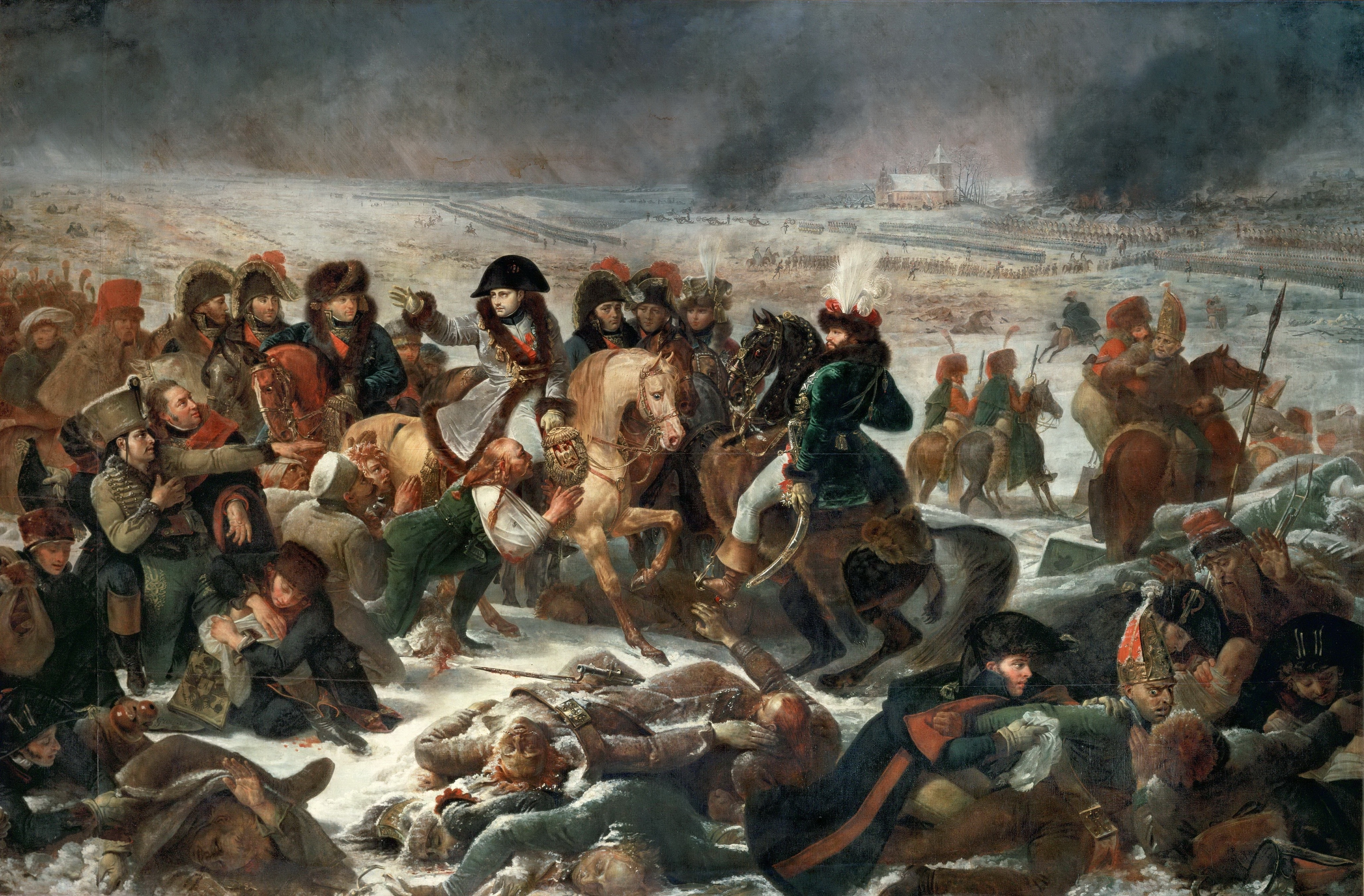
Antoine Gros, Napoleon pod Eylau

Pułkownik Chabert (fr. Le colonel Chabert) – krótka powieść Honoriusza Balzaka z 1844, publikowana we wcześniejszych wersjach w 1832 (pod tytułem Transakcja) oraz w 1847 jako powieść w odcinkach. Stanowi część Scen z życia paryskiego.
Powieść tę na język polski przełożył Tadeusz Boy-Żeleński. Przekład ukazał się w 1926 r. w jednym tomie wraz z opowiadaniem Msza ateusza. W publikowanych przez wydawnictwo Czytelnik przekładach Komedii ludzkiej tekst ten został zamieszczony w tomie VI, Warszawa 1958, s. 5-70.

## Treść
Akcja utworu toczy się w roku 1817. Dowiadujemy się, że 10 lat wcześniej, w bitwie pod Pruską Iławą zostaje ranny Hiacynt Chabert, pułkownik armii napoleońskiej. Podczas oczyszczania pola bitwy zostaje uznany za zmarłego i wrzucony do rowu z trupami. Przypadkowo zostaje uratowany przez miejscową kobietę a następnie przetransportowany do Heilsberga celem dalszego leczenia. Po względnym odzyskaniu zdrowia Chabert postanawia wyruszyć w podróż do Paryża. Po drodze doznaje wszelkich możliwych upokorzeń, zaś jedyną pomoc otrzymuje od równie biednych byłych towarzyszy broni. Dowiedziawszy się o tym, że jego żona, Róża Chapotel, którą poślubił mimo jej wątpliwej reputacji, wyszła ponownie za mąż za hrabiego de Ferraud i spieniężyła większą część domniemanego spadku po mężu, udaje się do adwokata Derville'a z prośbą o pomoc w odzyskaniu noszonych ongiś tytułów, utraconego majątku, a być może także małżonki (z tego ostatniego szybko rezygnuje). Poruszony historią starca Derville zgadza się podjąć sprawę mimo jej fantastycznego wręcz charakteru. Adwokat, zdając sobie sprawę z zawiłości potencjalnego procesu sądowego, postanawia spróbować załatwić sprawę polubownie. Po rozmowach z hrabiną przygotowuje projekt ugody, w której pułkownik zrzeka się swojej tożsamości w zamian za spełnienie jego roszczeń finansowych. Chabert jednak, będąc o krok od jej podpisania pod wpływem sztucznej uprzejmości hrabiny, unosi się honorem i rezygnuje ze wszystkiego, widząc obłudę swojej żony, którą mimo wszystko nadal kocha. Odmawia przyjmowania dalszej pomocy od Derville'a. Po wielu latach adwokat spotyka go ponownie, jako anonimowego mieszkańca przytułku dla bezdomnych, mającego za sobą pobyt w zakładzie dla chorych psychicznie. Doświadczenie to przepełnia go obrzydzeniem wobec paryskiego wielkiego świata i skłania do usunięcia się ze stolicy. 

## Adaptacje
- Le Colonel Chabert, sztuka teatralna wystawiana w 1832 w teatrze Vaudeville
- Le Colonel Chabert, 1911, reż. Carmine Gallone
- Mensch Ohne Namen, 1932, reż. Gustav Ucicky
- Le Colonel Chabert, 1943, reż. René Le Hénaff
- Cyrnol Chabert, 1968, sztuka teatralna Saundersa Lewisa, wyemitowana przez BBC (wyd. książkowe 1989)
- Le Colonel Chabert, 1994, reż. Yves Angelo[4]